# Gerkinet & Ledent
Gerkinet & Ledent is een historisch Belgisch merk van motorfietsen.
Het merk bestond in 1900 in Herstal. Er werden motorfietsen met Paillot-Bologne-inbouwmotoren geproduceerd. Deze 1½pk-clip-on motor hing in het "vooronder", vóór de trapperas en vóór de voorste framebuis.
In 1902 patenteerde Jos. Gerkinet een motorsysteem "Gerkinet-Ledent", waarschijnlijk bestemd voor de aandrijving van motorfietsen. Dit blokje vertoonde (patent of niet) grote gelijkenis met het oorspronkelijke Paillot-Bologne-blok.